# Los Llanos de Tormes
Los Llanos de Tormes är en ort i Spanien.   Den ligger i provinsen Provincia de Ávila och regionen Kastilien och Leon, i den centrala delen av landet, 150 km väster om huvudstaden Madrid. Los Llanos de Tormes ligger 1 052 meter över havet och antalet invånare är 108.
Terrängen runt Los Llanos de Tormes är huvudsakligen kuperad, men åt sydost är den bergig.Runt Los Llanos de Tormes är det glesbefolkat, med 11 invånare per kvadratkilometer. Närmaste större samhälle är El Barco de Ávila, 3,8 km nordväst om Los Llanos de Tormes. 